# Ил Песко (Арецо)
Ил Песко је насеље у Италији у округу Арецо, региону Тоскана.
Према процени из 2011. у насељу је живело 65 становника. Насеље се налази на надморској висини од 764 м.